# Tora Larsson
Alma Viktoria "Tora" Larsson (12 de marzo de 1891-1 de septiembre de 1919)  fue una saltadora de trampolín sueca. Quién compitió en los Juegos Olímpicos de Estocolmo 1912 y terminó en octavo lugar en la plataforma femenina de 10 metros. Larsson murió debido a la Pandemia de gripe de 1918.